# Bedford (Massachusetts)
Bedford é uma cidade no condado de Middlesex, Massachusetts, Estados Unidos. Fica na área da Grande Boston, a 24 km a noroeste da cidade de Boston. A população era 14.126 pessoas de acordo com o censo de 2018.

## Geografia
Bedford encontra-se localizado nas coordenadas 42° 29′ 58″ N, 71° 16′ 55″ O. Segundo a Departamento do Censo dos Estados Unidos, Bedford tem uma superfície total de 35.84 km², da qual 35.37 km² correspondem a terra firme e (1.29%) 0.46 km² é água.

## Demografia
Segundo o censo de 2010, tinha 13.320 pessoas residindo em Bedford. A densidade populacional era de 371,7 hab./km². Dos 13.320 habitantes, Bedford estava composto pelo 85.91% brancos, o 2.26% eram afroamericanos, o 0.14% eram amerindios, o 9.38% eram asiáticos, o 0.05% eram insulares do Pacífico, o 0.41% eram de outras raças e o 1.85% pertenciam a duas ou mais raças. Do total da população o 2.67% eram hispanos ou latinos de qualquer raça.